# Dighalia
Dighalia (en bengali : দিঘলিয়া) est une upazila du Bangladesh dans le district de Khulna. En 1991, on y dénombrait 107 840 habitants.